# Cédric Ravanel
Cédric Ravanel né le 26 novembre 1978 à Sallanches (Haute-Savoie), est un coureur cycliste français. 
Spécialiste du VTT, il pratique le cross country.
Il est marié à Cécile Ravanel, également coureuse de VTT. À compter de 2016, il est pilote et team manager de Commencal Vallnord Enduro Team. Cédric est également entraîneur au sein de leur structure Pulse Session.

## Palmarès

### Jeux Olympiques
- 14e aux Jeux olympiques d'été de 2008

### Championnats du monde
- Kaprun 2002
  -  Vice-champion du monde du relais par équipes (avec Julien Absalon, Laurence Leboucher et Jean-Eudes Demaret)
- Les Gets 2004
  -  Vice-champion du monde de cross-country

### Coupe du monde
- Coupe du monde de cross-country
  - 2e à offenburg en 2007

### Championnats d'Europe
- Champion d'Europe du relais par équipes (1) : 2002 (avec Julien Absalon, Jean-Eudes Demaret et Laurence Leboucher)

### Compétitions nationales
- 17 victoires en coupe de France de 1998 a 2014.
- Champion de France espoirs en 2000

### Autres
- Transvésubienne (2006)